# Svenska samfundet för musikforskning
Svenska samfundet för musikforskning är en intresseorganisation för musikvetenskap i Sverige. Dess syfte är att vara ett samlande forum för musikvetare i Sverige och att sprida kännedom om musikvetenskaplig forskning i och om Sverige. Samfundet bildades 1909 och ersatte då den 1901 bildade svenska underorganisationen i Internationale Musikgesellschaft.

## Verksamhet
Samfundet ger sedan 1919 årligen ut den vetenskapliga tidskriften Svensk tidskrift för musikforskning. 1958 började man ge ut serien Monumenta musicae svecicae, den ges dock numera ut av Kungliga Musikaliska Akademien. Sedan 1998 tillkom den separata e-tidskriften STM-Online. De båda tidskrifterna slogs 2014 samman till STM-SJM, som kombinerar löpande publikation online med en tryckt årsbok. Samfundet arrangerar sedan 1998 årligen konferensen "Musikforskning idag" (tidigare Musikvetenskap idag). Värdskapet alternerar mellan musikvetenskapliga institutioner vid de svenska universiteten och högskolorna. Var fjärde år hålls en nordisk musikforskarkongress i samarbete med de nordiska systersamfunden.
Föreningens nuvarande ordförande är Pia Bygdéus; här presenteras övriga medlemmar i styrelsen.

## Ordförande
- Tobias Norlind 1919-1925
- Thure Bielke 1925-1926
- Gösta Settergren 1926-1938
- Einar Sundström 1939-1942
- Tobias Norlind 1943-1944
- Carl-Allan Moberg 1944-1961
- Ingmar Bengtsson 1961-1989
- Greger Andersson 1995-1998
- Gunnar Ternhag 1999-2007
- Boel Lindberg 2007-2009
- Jacob Derkert 2009-2014
- Lars Berglund 2014-2018
- Pia Bygdéus 2018-